# Culicoides jamaicensis
Culicoides jamaicensis är en tvåvingeart som beskrevs av Edwards 1922. Culicoides jamaicensis ingår i släktet Culicoides och familjen svidknott. Inga underarter finns listade i Catalogue of Life.